# Juniorvärldsmästerskapen i alpin skidsport

Juniorvärldsmästerskapen i alpin skidsport har arrangerats årligen av det internationala skidsportförbundet (FIS) sedan 1982 då det första mästerskapet ägde rum i franska Auron. I disciplinerna störtlopp, storslalom, slalom och kombination har det korats världsmästare sedan 1982, medan super-G inte kom med på programmet förrän 1988. Till JVM 2012 i Italien utökades programmet med en lagtävling. I juniorvärldsmästerskapen deltar åkare i åldrarna 15 till 20 år.
Sverige och Sälen arrangerade JVM 1987, men störtloppet kördes i norska Hemsedal, annars har JVM mest avgjorts i Alperna eller i Nordamerika.

## Historia
Det allra första guldet på herrsidan vanns av fransmannen Franck Piccard och det första guldet på damsidan vanns av fransyskan Catherine Quittet, båda två vann guld i störtlopp 1982. Sveriges första medalj togs av Johan Wallner när han tog en bronsmedalj i storslalom det allra första JVM:et, dagen efter tog han dessutom guld i slalom. Första svenska dam att vinna medalj var Erika Hansson som tog guld i kombinationen i JVM 1992 i Maribor. Det var annars ett JVM som dominerades av svensken Tobias Hellman som tog tre guld, ett silver och ett brons. Vid JVM 1990 hade Norge enorma framgångar genom Kjetil André Aamodt (tre guld och två silver) och Lasse Kjus (ett guld, två silver och två brons). Vid JVM 2002 var det schweizaren Daniel Albrechts tur att dominera med tre guld och ett silver. På damsidan dominerade österrikiskan Sabine Ginther slutet av 1980-talet med sex guld och två silver mellan 1987 och 1989. Runt millennieskiftet var svenskan Anja Pärson med fyra guld och två brons en av de mer framstående och direkt efter tog tyskan Maria Riesch över och vann fem guld, två silver och två brons. Mellan 2006 och 2009 tog österrikiskan Anna Fenninger fyra guld, två silver och ett brons.
En av de största överraskningarna är bulgaren Stefan Schalamanov som vann guldet i slalomen vid JVM 1988, bland annat före svenske tvåan Thomas Fogdö. Men även vid JVM 1989 tog chilenaren Paulo Oppliger ett överraskande brons i störtloppet, och en överraskning var det även när nyzeeländskan Annelise Coberger tog brons i slalom vid JVM 1990.

## Mästerskap
| Upplaga | År   | Värdstad           | Värdland        | Grenar |
| ------- | ---- | ------------------ | --------------- | ------ |
| 1       | 1982 | Auron              | Frankrike       | 8      |
| 2       | 1983 | Sestriere          | Italien         | 8      |
| 3       | 1984 | Sugarloaf          | USA             | 8      |
| 4       | 1985 | Jasná              | Tjeckoslovakien | 8      |
| 5       | 1986 | Bad Kleinkirchheim | Österrike       | 8      |
| 6       | 1987 | Hemsedal/Sälen     | Norge/ Sverige  | 8      |
| 7       | 1988 | Madonna            | Italien         | 10     |
| 8       | 1989 | Aleyska            | USA             | 10     |
| 9       | 1990 | Zinal              | Schweiz         | 10     |
| 10      | 1991 | Hemsedal           | Norge           | 10     |
| 11      | 1992 | Maribor            | Slovenien       | 10     |
| 12      | 1993 | Montecampione      | Italien         | 10     |
| 13      | 1994 | Lake Placid        | USA             | 10     |
| 14      | 1995 | Voss               | Norge           | 10     |
| 15      | 1996 | Hoch-Ybrig         | Schweiz         | 10     |
| 16      | 1997 | Schladming         | Österrike       | 10     |
| 17      | 1998 | Megève             | Frankrike       | 10     |
| 18      | 1999 | Pra Loup           | Frankrike       | 10     |
| 19      | 2000 | Québec             | Kanada          | 10     |
| 20      | 2001 | Verbier            | Schweiz         | 10     |
| 21      | 2002 | Tarvisio           | Italien         | 9      |
| 22      | 2003 | Briançon           | Frankrike       | 10     |
| 23      | 2004 | Maribor            | Slovenien       | 10     |
| 24      | 2005 | Bardonecchia       | Italien         | 10     |
| 25      | 2006 | Québec             | Kanada          | 10     |

| Upplaga | År   | Värdstad            | Värdland  | Grenar |
| ------- | ---- | ------------------- | --------- | ------ |
| 26      | 2007 | Altenmarkt/Flachau  | Österrike | 10     |
| 27      | 2008 | Formigal            | Spanien   | 10     |
| 28      | 2009 | Garmisch Classic    | Tyskland  | 10     |
| 29      | 2010 | Les Houches         | Frankrike | 10     |
| 30      | 2011 | Crans-Montana       | Schweiz   | 10     |
| 31      | 2012 | Roccaraso           | Italien   | 11     |
| 32      | 2013 | Québec              | Kanada    | 11     |
| 33      | 2014 | Jasná               | Slovakien | 11     |
| 34      | 2015 | Hafjell             | Norge     | 11     |
| 35      | 2016 | Sotji               | Ryssland  | 11     |
| 36      | 2017 | Åre                 | Sverige   | 11     |
| 37      | 2018 | Davos               | Schweiz   | 11     |
| 38      | 2019 | Trentino/Fassadalen | Italien   | 11     |
| 39      | 2020 | Narvik              | Norge     | 6      |
| 40      | 2021 | Bansko              | Bulgarien | 6      |
| 41      | 2022 | Panorama            | Kanada    | 11     |
| 42      | 2023 | St. Anton           | Österrike | 11     |
| 43      | 2024 | Haute-Savoie        | Frankrike | 11     |
| 44      | 2025 | Tarvisio            | Italien   |        |

## Medaljställning 1982–2024
| Nr                   | Nation               | Guld | Silver | Brons | Totalt |
| -------------------- | -------------------- | ---- | ------ | ----- | ------ |
| 1                    | Österrike (AUT)      | 105  | 112    | 100   | 317    |
| 2                    | Schweiz (SUI)        | 63   | 65     | 47    | 175    |
| 3                    | Italien (ITA)        | 46   | 44     | 44    | 134    |
| 4                    | USA (USA)            | 31   | 25     | 22    | 78     |
| 5                    | Norge (NOR)          | 30   | 35     | 31    | 96     |
| 6                    | Sverige (SWE)        | 27   | 19     | 14    | 60     |
| 7                    | Frankrike (FRA)      | 27   | 18     | 36    | 81     |
| 8                    | Tyskland (GER)       | 18   | 26     | 21    | 65     |
| 9                    | Slovenien (SLO)      | 16   | 13     | 17    | 46     |
| 10                   | Kanada (CAN)         | 11   | 11     | 16    | 38     |
| 11                   | Västtyskland         | 8    | 8      | 5     | 21     |
| 12                   | Jugoslavien          | 7    | 7      | 8     | 22     |
| 13                   | Sovjetunionen        | 3    | 2      | 4     | 9      |
| 14                   | Finland (FIN)        | 2    | 5      | 9     | 16     |
| 15                   | Liechtenstein (LIE)  | 2    | 4      | 1     | 7      |
| 16                   | Kroatien (CRO)       | 2    | 3      | 6     | 11     |
| 17                   | Tjeckoslovakien      | 2    | 3      | 3     | 8      |
| 18                   | Tjeckien (CZE)       | 2    | 1      | 4     | 7      |
| 19                   | Slovakien (SVK)      | 2    | 0      | 1     | 3      |
| 20                   | Japan (JPN)          | 1    | 2      | 2     | 5      |
| 21                   | Albanien (ALB)       | 1    | 0      | 1     | 2      |
| 21                   | Bulgarien (BUL)      | 1    | 0      | 1     | 2      |
| 21                   | Nya Zeeland (NZL)    | 1    | 0      | 1     | 2      |
| 24                   | Ryssland (RUS)       | 0    | 4      | 4     | 8      |
| 25                   | Spanien (ESP)        | 0    | 1      | 1     | 2      |
| 26                   | Storbritannien (GBR) | 0    | 1      | 0     | 1      |
| 27                   | Belgien (BEL)        | 0    | 0      | 3     | 3      |
| 28                   | Chile (CHI)          | 0    | 0      | 1     | 1      |
| Totalt (28 nationer) | Totalt (28 nationer) | 408  | 409    | 403   | 1220   |